# 西纳尔卡斯
西纳尔卡斯，是西班牙巴伦西亚自治区巴伦西亚省的一个市镇。总面积103平方公里，总人口1188人（2001年），人口密度12人/平方公里。